# Station Perzów
Station Perzów is een spoorwegstation in de Poolse plaats Perzów.